# Vittorio Di Bucci
Vittorio C. Di Bucci (* 1963 in Asti, Italien) ist seit Juni 2023 der amtierende Kanzler des Gerichts der Europäischen Union.

## Leben
1986 schloss Di Bucci das Studium der Rechtswissenschaften an der Università degli Studi di Torino ab. Ergänzend studierte er an der Université de Nancy II.  Dort erhielt er 1988 das Diplôme dʼétudes approfondies im Europäischen Gemeinschaftsrecht.
1987 begann er seine Tätigkeit am Europäischen Gerichtshof. Er war zunächst als Rechts- und Sprachsachverständiger für italienische Übersetzungen tätig. Von 1988 bis 1991 und von 1994 bis 2000 war er Rechtsreferent im Kabinett von Richter G. Federico Mancini (1927–1999). 
Von 1991 bis 1994 und ab 2000 war er beim Juristischen Dienst der Europäischen Kommission tätig. Zunächst war er für „Verkehr, Umwelt, Verbraucher“, dann für „Staatliche Beihilfen und Dumping“ und dann im Team „Wettbewerb“ tätig. In dieser Zeit klagte er mehrfach gegen die Kommission wegen der Beurteilungen, die er erhalten hatte.
Am 5. Juni 2023 wurde er als Kanzler vereidigt. Seine Amtszeit endet am 4. Juni 2029.